# Shannon Hale
Shannon Hale (nascida Shannon Bryner; Salt Lake City, 26 de janeiro de 1974) é uma escritora estadunidense infantojuvenil e jovem adulto, principalmente do gênero fantasia. É mais conhecida pelos títulos A Pastorinha de Gansos (2003), Academia de Princesas (2005) e O Livro dos Mil Dias (2007). Seu primeiro romance para adultos, Austenlândia (2007), foi adaptado para filme em 2013.

## Biografia
Hale nasceu em 26 de janeiro de 1974, em Salt Lake City, filha de Wallace e Bonnie Bryner. Ela é a filha do meio de cinco filhos; Hale gostava de escrever, ler e atuar quando era jovem e frequentemente criava peças que representava com os amigos. Ela também começou a escrever livros de fantasia aos dez anos, muitas vezes apresentando-se como protagonista. Seus professores do ensino fundamental incentivaram seus esforços criativos e, na quarta série, Hale anunciou que queria ser escritora quando adulta. Ainda no ensino fundamental, participou da revista literária da escola. Ela então frequentou a West High School, onde cultivou paixões pelo inglês e teatro. Hale fez aulas de redação criativa e trabalhou como editora de ficção na revista literária de sua escola. Ela participou de produções teatrais escolares e comunitárias, incluindo O Jardim Secreto. Hale também participou de competições de teatro e viajou pelo país com um grupo de teatro amador, cujas produções destacavam uma série de questões adolescentes. Ela conheceu seu marido, Dean Hale, no primeiro ano da West High School;; Hale acredita que sua experiência teatral melhorou suas habilidades de escrita, particularmente na criação de personagens e construção de mundos.
Ela frequentou a Universidade de Utah, especializando-se principalmente em Inglês e Teatro, antes de decidir seguir apenas o primeiro. Ela serviu como missionária da Igreja de Jesus Cristo dos Santos dos Últimos Dias no Paraguai por dezoito meses, antes de se formar em Inglês pela Universidade de Utah em 1998. Mais tarde, ela obteve um mestrado em Escrita Criativa pela Universidade de Montana. Enquanto estudava na Universidade de Montana, Hale escreveu cem contos e enviou muitos deles para uma possível publicação, mas nenhum foi aceito.

### SérieThe Books of Bayern
- The Goose Girl (2003), ISBN 1-58234-843-X
- Enna Burning (2004), ISBN 1-58234-889-8
- River Secrets (2006), ISBN 1-58234-901-0
- Forest Born (2009), ISBN 1-59990-167-6

### SériePrincess Academy
- Princess Academy (2005), ISBN 1-58234-993-2
- Princess Academy: Palace of Stone (2012), ISBN 1-59990-873-5
- Princess Academy: The Forgotten Sisters (2015), ISBN 978-1-61963-485-5

### SérieAustenland
- Austenland (2007), ISBN 1-59691-285-5
- Midnight in Austenland (2012), ISBN 1-60819-625-9

### SérieRapunzel's Revenge
(com Dean Hale) 
- Rapunzel's Revenge (2008), ISBN 1-59990-288-5
- Calamity Jack (2010), ISBN 978-1-59990-076-6

### SérieEver After High
- Ever After High: The Storybook of Legends (2013), ISBN 0-31640-122-6
- Ever After High: The Unfairest of Them All (2014), ISBN 0-31628-201-4
- Ever After High: A Wonderlandiful World (2014), ISBN 0-31628-209-X
- Once Upon a Time: A Story Collection (2014), ISBN 0-31625-821-0
- Monster High/Ever After High: The Legend of Shadow High (2017), ISBN 0-31635-282-9

### SériePrincess in Black
(com Dean Hale)
- The Princess in Black (2014), ISBN 978-0-7636-6510-4
- The Perfect Princess Party (2015), ISBN 978-0-7636-6511-1
- The Hungry Bunny Horde (2016), ISBN 978-0-7636-6513-5
- Takes a Vacation (2016), ISBN 978-0-7636-6512-8
- The Mysterious Playdate (2017), ISBN 978-0-7636-8826-4
- The Science Fair Scare (2018), ISBN 978-0-7636-8827-1
- The Bathtime Battle (2020), ISBN 978-1-5362-1575-5
- The Giant Problem (2020), ISBN 978-1-5362-0222-9
- The Case of the Coronavirus (2020), livreto digital
- The Mermaid Princess (2021), ISBN 978-1-5362-0977-8
- The Prince in Pink (2023), ISBN 978-1-5362-0978-5

### SérieThe Unbeatable Squirrel Girl
(com Dean Hale)
- The Unbeatable Squirrel Girl
- The Unbeatable Squirrel Girl: Squirrel Meets World (2017), ISBN 978-1484781548
- The Unbeatable Squirrel Girl: 2 Fuzzy, 2 Furious (2018), ISBN 978-1368011266

### SérieReal Friends
- Real Friends (2017), ISBN 9781626724167
- Best Friends (2019), ISBN 9781250317452
- Friends Forever (2021), ISBN 9781250317568

### Livros isolados
- Book of a Thousand Days (2007), ISBN 1-59990-051-3
- The Actor and the Housewife (2009), ISBN 1-59691-288-X
- Dangerous (2014), ISBN 1-59990-168-4
- Kind of a Big Deal (2020), ISBN 9781250206237

### SérieDiana: Princess of the Amazons
(com Dean Hale)
- Diana: Princess of the Amazons (2020) ISBN 9781401291112

### SérieItty-Bitty Kitty-Corn
- Itty-Bitty Kitty-Corn (2021), ISBN 978-1-4197-5091-5
- Pretty Perfect Kitty-Corn (2022), ISBN 978-1-4197-5093-9
- Party Hearty Kitty-Corn (2023), ISBN 978-1-4197-5095-3

### Contos
- "Bouncing the Grinning Goat" do Guys Read: Other Worlds (2013)

### Outro
- Spirit Animals Book 4: Fire and Ice (2014) ISBN 978-0545522465

## Adaptação
- Austenland (2013) Filme independente de comédia romântica baseado em livro homônimo.